# وزارة الري (الجزائر)
وزارة الموارد المائية والأمن المائي هي الوزارة الجزائرية التي تهتم بالمسائل المتعلقة بالماء بالحكومة الجزائرية. مقرها، بالقبة الجزائر العاصمة.

## الأهداف
تسعى الوزارة إلى تطوير إدارة المياه في الجزائر.

## نبذة تاريخية
تم تنظيم أول هيئة مسؤولة عن المياه بموجب المرسوم رقم 63-129 المؤرخ في 19 أبريل 1963، الذي ينظم الإدارة المركزية للوزارة: مديرية البنية التحتية في وزارة التعمير والأشغال العمومية والنقل.
2014-2017: وزارة الموارد المائية والبيئة
المرسوم التنفيذي رقم 16-88 المؤرخ في 1 مارس 2016 يتعلق بتنظيم الإدارة المركزية لوزارة الموارد المائية والبيئة.
2017-2022: وزارة الموارد المائية
المرسوم التنفيذي رقم 17-317 المؤرخ في 2 نوفمبر 2017 يتعلق بتنظيم الإدارة المركزية لوزارة الموارد المائية.
بعد 2022
وتندمج مسؤوليات الوزارة مع وزارة الأشغال العامة والهيدروليكا والبنية التحتية الأساسية عند تغيير الحكومة في 8 سبتمبر 20225.

## الوزراء
- إبراهيم الإبراهيمي (12 يناير 1982 إلى 22 يناير 1984) (وزير الري)

## وصلات خارجية
- الموقع الرسمي لوزارة المـوارد المائية والبيئة